# Laureano Márquez

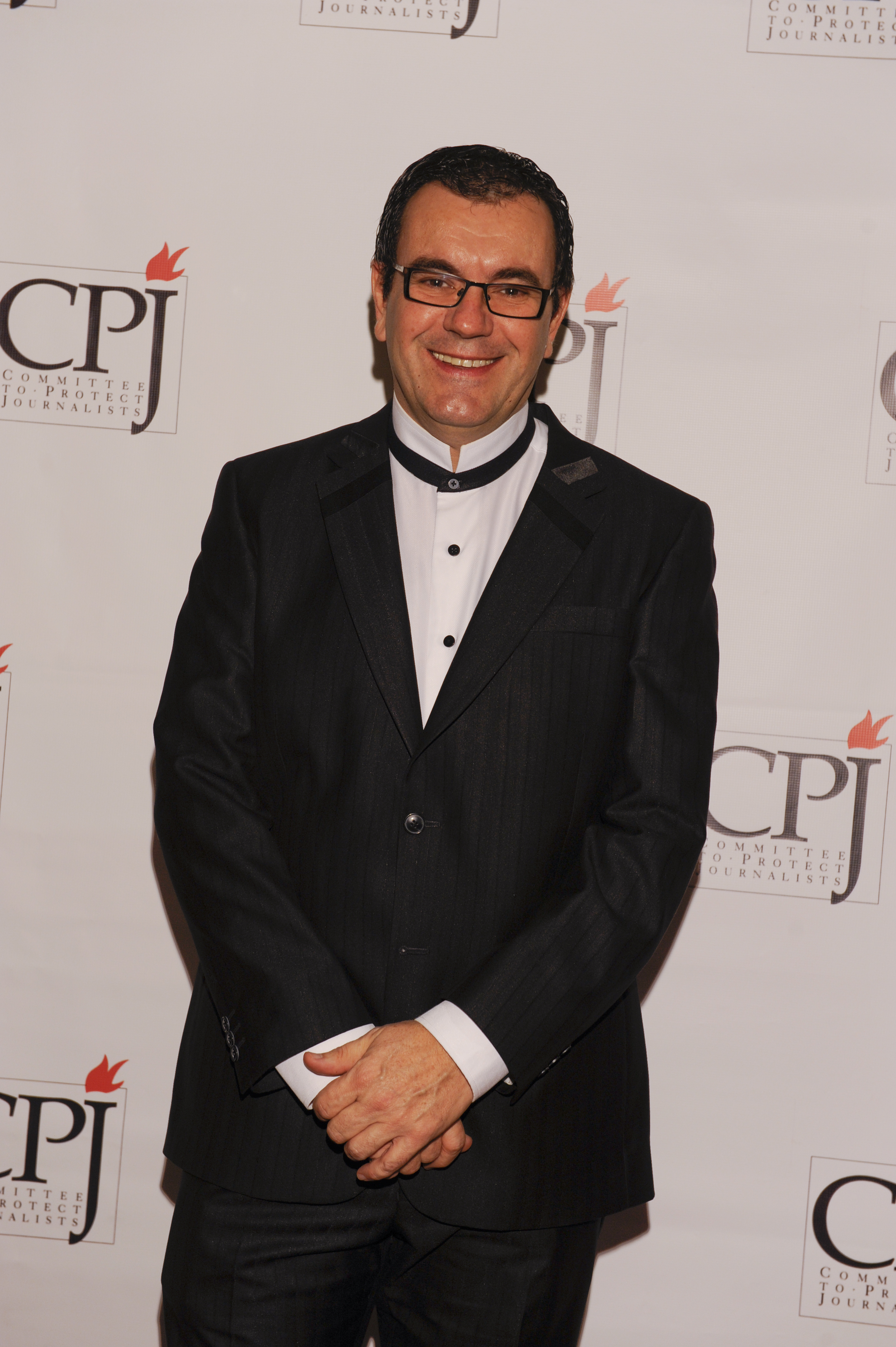
Márquez bei der Preisverleihung für den 2010 CPJ International Press Freedom Awards

Laureano Márquez (geboren am 4. Juli 1963 auf Teneriffa) ist ein in Spanien geborener venezolanischer Humorist und Politologe.

## Biographie
Marquez wurde 1963 auf der spanischen Insel Teneriffa geboren und erwarb einen Bachelor in Politikwissenschaften an der Zentraluniversität von Venezuela. Als Schauspieler spielte er Hauptrollen in Radio und Fernsehen, z. B. in Radio Rochela, Humor de Primera Vista und Que Broma Tan Seria, und schrieb und spielte in mehreren Theaterstücken, darunter La Reconstituyente, El Pantaletazo und Laureamor y Emidilio.
Er schrieb Kolumnen für verschiedene Publikationen, unter anderem für die Zeitung El Nacional und Tal Cual. Im Jahr 2002 erhielt er den Preis El Major Artículo Humorístico für den besten humoristischen Artikel. Er hat die humoristischen Bücher 'Se sufre pero se goza, El Código Bochinche und Amorcito corazón geschrieben.
Er ist bekannt für seine Satire und Prosa, mit der er sich über venezolanische Politiker lustig macht. 2007 wurde er von einem örtlichen Gericht zu einer Geldstrafe verurteilt, nachdem er einen Sketch geschrieben hatte, der auf einem Dialog zwischen Hugo Chávez und seiner jüngeren Tochter basierte.
Im Jahr 2010 wurde er mit dem Internationalen Preis für Pressefreiheit des Komitees zum Schutz von Journalisten ausgezeichnet. Der Preis wird an Journalisten verliehen, die angesichts von Angriffen, Drohungen oder Inhaftierung Mut bei der Verteidigung der Pressefreiheit zeigen.